# Fauja Singh

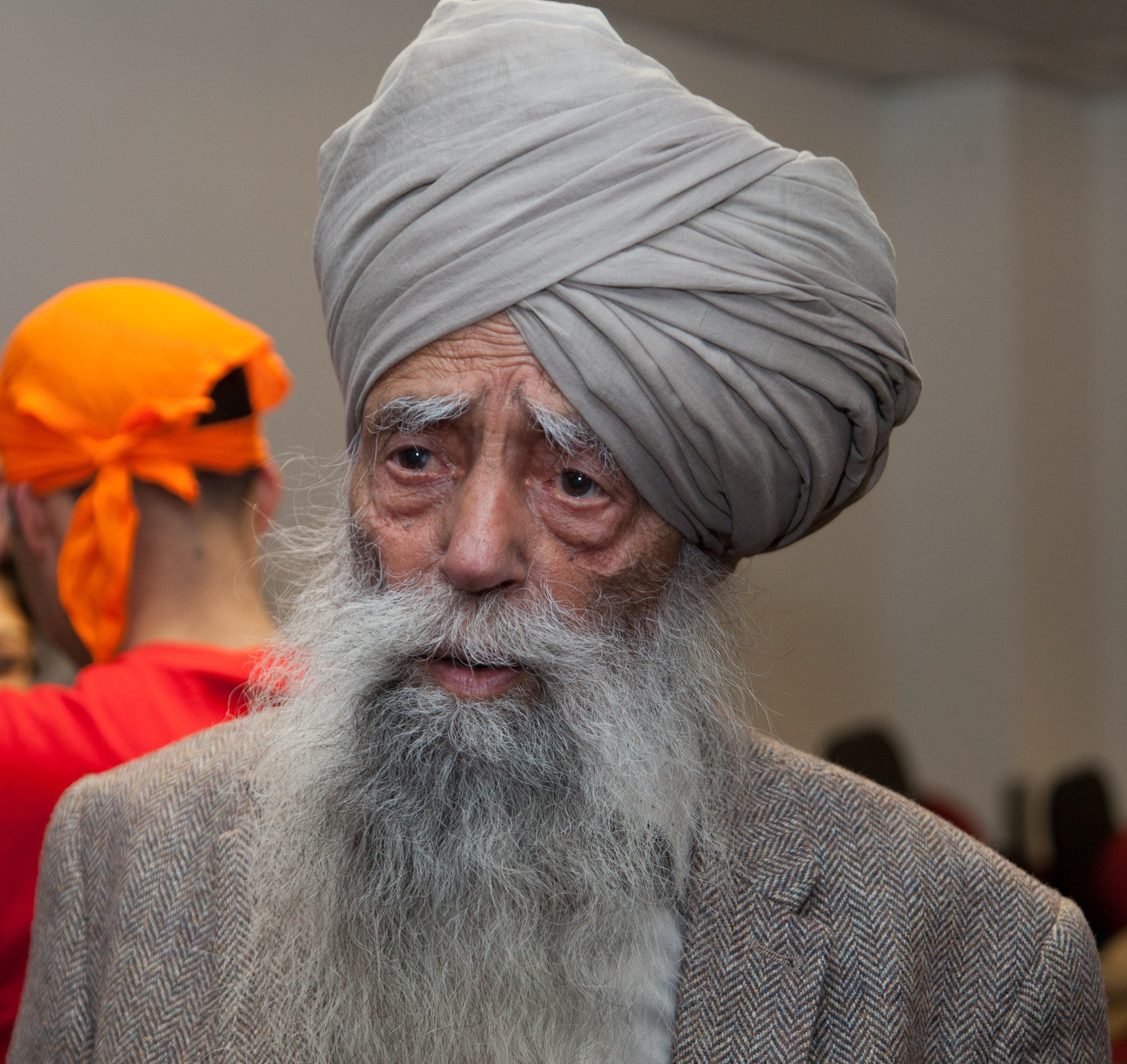
Fauja Singh (2013)

Fauja Singh (geb. nach eigenen Angaben am 1. April 1911 in Bias Pind bei Jalandhar, Punjab; gest. am 14. Juli 2025 ebenda) war ein britisch-indischer Läufer. Er war der angeblich älteste aktive Langstreckenläufer der Welt und absolvierte als erster Hundertjähriger einen Marathon. Das Guinness-Buch der Rekorde erkannte diese Behauptung jedoch nicht an, da er sein vermeintliches Alter nicht belegen konnte. Zwischen 2000 und 2013 lief er insgesamt neun volle Marathons. Im Februar 2013 beendete er seine Laufkarriere.

## Leben
Fauja Singh wurde als Sohn einer Bauernfamilie in Indien geboren. Schon als Schüler betrieb er Laufsport. Bis 1992 bewirtschaftete er in seiner Heimat einen Kleinbauernhof unter schwierigsten Bedingungen. Nach dem Tod seiner Frau zog er zu seinen Kindern nach Großbritannien. Dort begann er erneut mit dem Lauftraining; er trainierte täglich zwölf bis 16 Kilometer. Im Jahre 2000 bestritt er seinen ersten Marathon in London. Er war Mitglied der Laufgruppe Sikhs in the City.
2003 stellte Singh beim Toronto Waterfront Marathon mit 5:40:04 Stunden einen nicht anerkannten Weltrekord für seine Altersklasse M 90 auf. Dies blieb auch die persönliche Bestzeit seiner Marathon-Karriere. Beim Night Run 2010 in Luxemburg lief er den Halbmarathon in 3:32:30 Stunden und war im Ziel mit 99 Jahren der bisher älteste Halbmarathon-Finisher. Insgesamt absolvierte Singh rund 15 Marathon- und Halbmarathonläufe und ist Inhaber der britischen Rekorde über fünf kurze Strecken in seiner Altersklasse, die er innerhalb von 94 Minuten aufstellte. Auch diese Rekorde sind nicht anerkannt.
2011 stellte er in Toronto einen weiteren nicht anerkannten Rekord auf, als er als erster Hundertjähriger und somit ältester Mensch einen Marathonlauf absolvierte. Er benötigte für die Strecke 8:25:16 Stunden, sechs Stunden mehr als der Sieger. Fünf Läufer waren langsamer als er. Sein Rekord fand jedoch keine Aufnahme in das Guinness-Buch der Rekorde, da Singh keine gültige Geburtsurkunde vorlegen konnte. Zwei Wochen später lief er beim Frankfurt-Marathon in einer interreligiösen Staffel sechs Kilometer. Am 24. Februar 2013 lief Singh sein letztes Rennen und erklärte seinen Rücktritt.
2004 war Fauja Singh gemeinsam mit David Beckham und Zinédine Zidane Protagonist einer Werbekampagne der Firma Adidas. Zudem sammelte er als Läufer für wohltätige Zwecke, insbesondere für die British Heart Foundation und für Bliss, eine Organisation, die sich um Frühgeburten kümmert, sowie für die Tierschutzorganisation PETA.
Fauja Singh war Sikh und lebte vegetarisch. Er war Vater von sechs Kindern und hatte 13 Enkelkinder. 2011 erschien seine Biografie Turbaned Tornado. Zum Marathon-Laufen meint er: „The first 20 miles are not difficult. As for the last six miles, I run while talking to God.“ (deutsch: „Die ersten 20 Meilen sind nicht schwierig. Doch die letzten sechs Meilen renne ich, während ich mit Gott spreche.“)
Anfang 2021 wurden Pläne für einen Film über das Leben von Fauja Singh unter dem Namen Fauja bekannt, der von dem Regisseur Omung Kumar B zusammen mit Kunal Shivdasani und Raaj Shaandilya realisiert wird. Der Film basiert auf dem Buch Turbaned Tornado – The Oldest Marathon Runner Fauja Singh von Khushwant Singh.
Am 1. April 2021 feierte er seinen 110. Geburtstag und wäre damit theoretisch Supercentenarian. Sein Alter wurde aber weder von der Gerontology Research Group noch von der European Supercentenarian Organisation anerkannt.
Singh starb am 14. Juli 2025, nachdem er beim Überqueren der Straße in seinem Heimatdorf Bias Pind von einem Fahrzeug angefahren worden war, mit angeblich 114 Jahren. Einen offiziellen Nachweis dafür gibt es nicht. Der Fahrer des Fahrzeuges beging Unfallflucht.